# この世は最高!
「この世は最高!」（このよはさいこう!）は、エレファントカシマシの9枚目のシングル及び楽曲。1994年4月21日にEpic/Sony Recordsから発売。規格品番：ESDBｰ3474。廃盤。

## 解説
アルバム『東京の空』先行シングル。「この世は最高!」は「DIGEST OF 東京の空」としてミュージック・ビデオが制作され、終始外で演奏するシーンを昼夜切り替え構成されている。間にはモノクロの雑踏の映像が挿入されている。DVD「EPIC映像作品集 1988-1994」に収録。
本作がEpic/Sony Recordsより発売された最後のシングルでポニーキャニオンに移籍して活動再開するまでに2年近くブランクが空いている。

## 収録曲
全作詞・作曲・編曲：宮本浩次
1. この世は最高!（3：59）
  - 映画『釣りバカ日誌9』の挿入歌に使われた。
2. 真冬のロマンチック（3：39）